# يورغن أولسن
يورغن أولسن (بالدنماركية: Jørgen Olesen)‏ (21 يناير 1924 - 13 يونيو 1999) هو لاعب كرة قدم دانمركي في مركز الوسط، شارك في الألعاب الأولمبية الصيفية 1952. ولعب مع آرهوس جمناستيك فورينينغ.

## وصلات خارجية
- يورغن أولسن على موقع قاعدة بيانات كرة القدم.إي يو (الإنجليزية)
- يورغن أولسن على موقع ناشيونال فوتبول تيمز (الإنجليزية)
- يورغن أولسن على موقع أوليمبيديا (الإنجليزية)